# Granite Falls (Washington)
Granite Falls es una ciudad ubicada en el condado de Snohomish en el estado estadounidense de Washington. En el año 2000 tenía una población de 3.200 habitantes y una densidad poblacional de 530,1 personas por km².

## Geografía
Granite Falls se encuentra ubicada en las coordenadas 48°4′58″N 121°58′11″O / 48.08278, -121.96972.

## Demografía
Según la Oficina del Censo en 2000 los ingresos medios por hogar en la localidad eran de $47.643, y los ingresos medios por familia eran $52.150. Los hombres tenían unos ingresos medios de $40.469 frente a los $26.809 para las mujeres. La renta per cápita para la localidad era de $17.425. Alrededor del 7,2% de la población estaban por debajo del umbral de pobreza.